# قبة ويناتشي
إن قبة ويناتشي هي اندساس صخري ناري]هائل تقع في الناحية الجنوبية لشارع ميلر في ويناتشي، واشنطن. وتتميز تلك القبة بشكل خاص بتركيب صفيحي فريد جدًا.
إن وجود تلك المواقع يعد من المؤشرات القوية على وجود معادن ثمينة وجواهر، ويمكن العثور عليها على طول الصدوع، التي عادة ما تكشف المعادن الموجودة بالقرب من السطح بحيث يمكن التنقيب عنها.
تقع قبة ويناتشي حيث كانت تتم عمليات التنقيب عن الذهب قبل إيقاف تلك العمليات في التسعينيات من القرن العشرين، ثم توقفت جميع أعمال التنقيب عام 1994.
كان هناك مدخل للمنجم واقع داخل القبة نفسها، وتم إغلاقه حاليًا باستخدام الخرسانة ويمكن رؤية ذلك المدخل من نقطة تجميع قريبة تقع شمال القبة. ويمكن العثور على هذا المدخل خلف مكتب إداري كان يستخدم في أعمال كانون اساميرا، وهو تابع الآن لمدرسة ويناتشي، التي يشير العاملون فيها إلى المبنى باسم «المنجم».
يبدو أن الكثير من أنشطة المنجم كانت أعمال تنقيب طولية باتجاه جنوب غرب اقبة، في وادٍ يطلق عليه اسم «الوادي العميق الجاف» ولقد استعادت الشركة جزءًا كبيرًا منه. ولكن يمكن أن يرى المرى بعينه المجردة أنه لا تزال هناك آثار لأنشطة التنقيب.